# العلاقات اليمنية الطاجيكستانية
العلاقات اليمنية الطاجيكستانية هي العلاقات الثنائية التي تجمع بين اليمن وطاجيكستان.

## مقارنة بين البلدين
هذه مقارنة عامة ومرجعية للدولتين:
| وجه المقارنة                                              | اليمن                   | طاجيكستان                          |
| --------------------------------------------------------- | ----------------------- | ---------------------------------- |
| المساحة (كم2)                                             | 555.00 ألف              | 143.10 ألف                         |
| عدد السكان (نسمة)                                         | 28.25 مليون             | 8.92 مليون                         |
| الكثافة السكانية (ن./كم²)                                 | 50.9                    | 62.33                              |
| العاصمة                                                   | صنعاء عدن (عاصمة مؤقتة) | دوشنبه                             |
| اللغة الرسمية                                             | اللغة العربية           | اللغة الطاجيكية                    |
| العملة                                                    | ريال يمني               | ساماني طاجيكي، الروبل الطاجيكستاني |
| الناتج المحلي الإجمالي (بليون دولار)                      | 18.21 مليار             | 7.15 مليار                         |
| الناتج المحلي الإجمالي (تعادل القوة الشرائية) بليون دولار | 75.69 مليار             | 24.03 مليار                        |
| الناتج المحلي الإجمالي الاسمي للفرد دولار أمريكي          | 1.41 ألف                | 925                                |
| الناتج المحلي الإجمالي للفرد دولار أمريكي                 |                         | 2.69 ألف                           |
| مؤشر التنمية البشرية                                      | 0.498                   | 0.624                              |
| رمز المكالمات الدولي                                      | +967                    | +992                               |
| رمز الإنترنت                                              | .ye                     | .tj                                |
| المنطقة الزمنية                                           | ت ع م+03:00             | ت ع م+05:00                        |

## مدن متوأمة
في ما يلي قائمة باتفاقيات التوأمة بين مدن يمنية وطاجيكستانية:
- ترتبط صنعاء مع دوشنبه باتفاقية توأمة منذ 1989.

## منظمات دولية مشتركة
يشترك البلدان في عضوية مجموعة من المنظمات الدولية، منها:
| علم المنظمة | اسم المنظمة                        | تاريخ انضمام اليمن | تاريخ انضمام طاجيكستان |
| ----------- | ---------------------------------- | ------------------ | ---------------------- |
|             | مؤسسة التنمية الدولية              | 22 مايو 1970       | 4 يونيو 1993           |
|             | مؤسسة التمويل الدولية              | 22 مايو 1970       | 2 ديسمبر 1994          |
|             | منظمة حظر الأسلحة الكيميائية       | ?                  | ?                      |
|             | الأمم المتحدة                      | 30 سبتمبر 1947     | 2 مارس 1992            |
|             | الاتحاد الدولي للاتصالات           | 1931               | 28 أبريل 1994          |
|             | منظمة التعاون الإسلامي             | ?                  | ?                      |
|             | منظمة الشرطة الجنائية الدولية      | ?                  | ?                      |
|             | الاتحاد البريدي العالمي            | ?                  | ?                      |
|             | البنك الدولي للإنشاء والتعمير      | 3 أكتوبر 1969      | 4 يونيو 1993           |
|             | وكالة ضمان الاستثمار متعدد الأطراف | 12 مارس 1996       | 9 ديسمبر 2002          |
|             | يونسكو                             | 2 أبريل 1962       | 6 أبريل 1993           |